# 明教館
明教館（めいきょうかん）は1828年から1874年までかつてあった伊予松山藩の藩校（1828年-1874年）。

## 沿革
1805年（文化2年）、松山藩第10代藩主・松平定則が文教興隆の基として松山城下二番町横町に興徳館を創立。
定則はまた1809年（文化6年）、江戸愛宕の松山藩下屋敷内に三省館（命名は松平定信）を設立。
1821年（文政4年）、第11代藩主・松平定通が興徳館を東門屋敷跡に移転し、修来館と改名。
1828年（文政11年）2月3日、定通が修来館を拡充し明教館を設立。文武両道の振興を図った。
1937年（昭和12年）、旧制松山中学校（現在の愛媛県立松山東高等学校）の敷地内に建物が移築された。
1945年（昭和20年）、空襲により松山中学校の校舎が全焼したが、明教館は類焼を免れた。
1969年（昭和44年）2月12日、愛媛県指定文化財建造物に指定された。
現在は主に松山東高茶道部の前期の活動場所となっている。